# De val van 1 miljoen
De val van 1 miljoen, ook wel De Val Van 1 Miljoen Live genoemd, is een Vlaams spel- en quizprogramma van de televisiezender VIER. Het programma wordt gepresenteerd door Evy Gruyaert en is de Vlaamse variant van het Britse format The Million Pound Drop Live. Het programma wordt geproduceerd door Endemol. Het eerste seizoen kwam in het najaar van 2013 in Vlaanderen op het scherm. Een tweede seizoen werd aangekondigd in maart 2014, maar geannuleerd in juni 2014. In Nederland wordt dit programma uitgezonden op SBS6 onder de titel Show Me the Money.

## Programmaformule
In De Val Van 1 Miljoen start een deelnemersduo met één miljoen euro contant geld. Het prijzengeld ligt in veertig geldbundels op een tafel, voor het deelnemend duo. De twee deelnemers moeten bij iedere vraag door Evy Gruyaert gesteld het geld verdelen over één of meerdere van de vier luiken. Ze mogen daarbij maximaal het geld over drie van de vier luiken verdelen. Als de deelnemers het geld op het juiste luik hebben gelegd, en de meerkeuzevraag dus goed hebben beantwoord, blijft het luik dicht. Mocht het antwoord fout zijn valt het geld dat op ieder foutief luik is gelegd naar beneden. Na het beantwoorden van acht vragen wint het duo de som die dan nog overgebleven is. Indien de kandidaten geen geld meer hebben voor de achtste vraag gesteld kan worden, gaan ze met lege handen naar huis.

## Winst
Op 7 september 2013 ging er 350.000 euro en 25.000 euro de deur uit. 350.000 euro is het op een na hoogste bedrag dat ooit werd weggegeven in een Vlaamse tv-show.

## Kijkcijfers

### Eerste seizoen
| Datum             | Kijkcijfers     |
| ----------------- | --------------- |
| 31 augustus 2013  | 323.701 kijkers |
| 7 september 2013  | 278.541 kijkers |
| 14 september 2013 | 282.812 kijkers |
| 21 september 2013 | 350.443 kijkers |
| 28 september 2013 | 332.256 kijkers |
| 5 oktober 2013    | 366.375 kijkers |
| 12 oktober 2013   | 375.633 kijkers |
| 19 oktober 2013   | 248.690 kijkers |
| 26 oktober 2013   | 359.065 kijkers |
| 2 november 2013   | 386.139 kijkers |
| 9 november 2013   | 315.945 kijkers |
| 16 november 2013  | 236.896 kijkers |
| 23 november 2013  | 276.231 kijkers |